# Hephaestus obtusifrons
Hephaestus obtusifrons је зракоперка из реда Perciformes и фамилије Terapontidae.

## Угроженост
Подаци о распрострањености ове врсте су недовољни.

## Распрострањење
Врста има станиште у Западној Новој Гвинеји (Индонезија) и Папуи Новој Гвинеји.

## Станиште
Станиште врсте су слатководна подручја. 
Врста је присутна на подручју острва Нова Гвинеја.